# Deutz-Fahr Agrotron

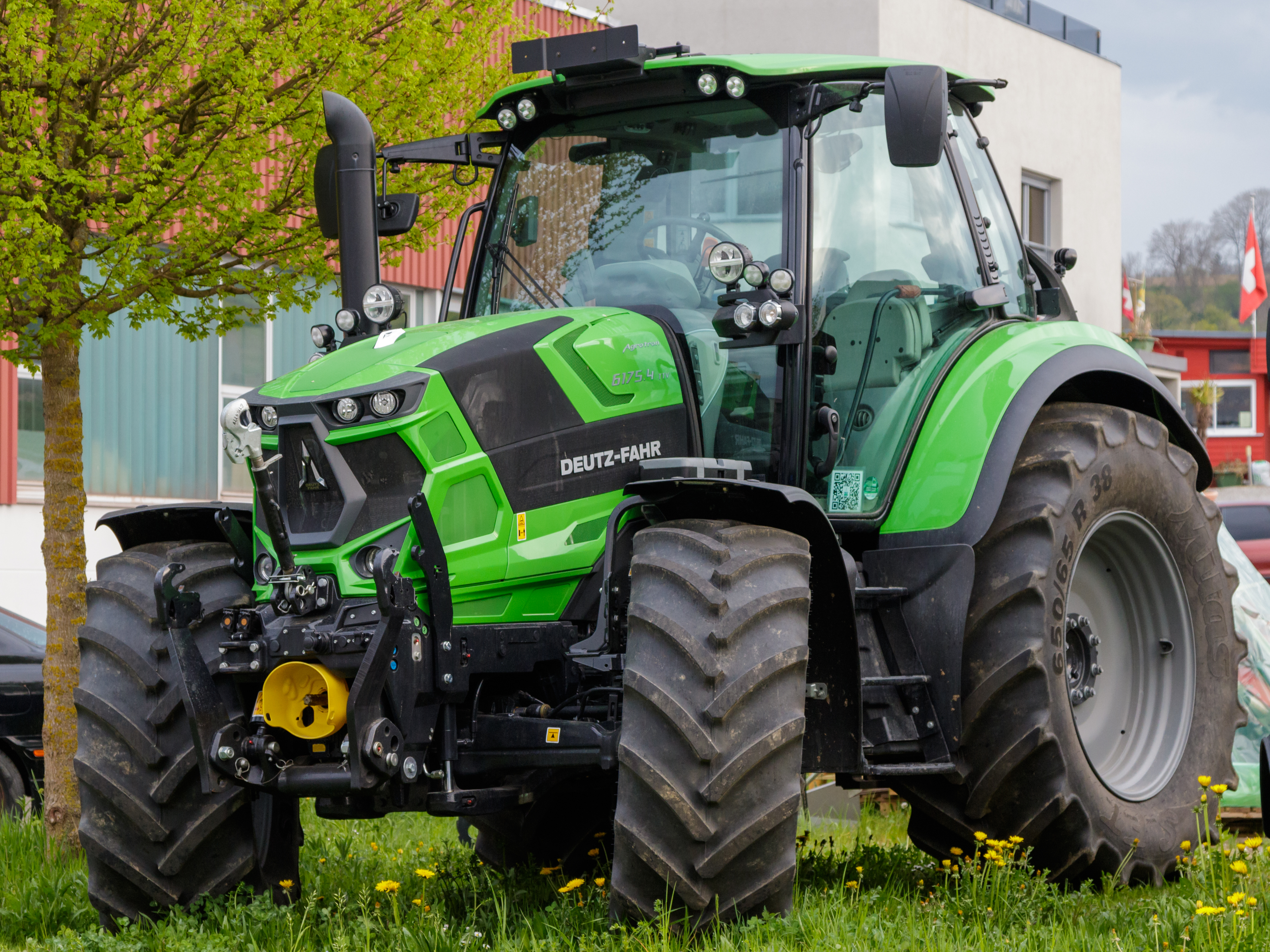
Agrotron 6175.4 TTV

Deutz-Fahr Agrotron ist eine im Sommer 1995 eingeführte Traktoren-Baureihe der deutschen Landmaschinenmarke Deutz-Fahr.
Ab 1996 wurde die Agrotron-Baureihe mit dem Agroplus nach unten, im Bereich von 60 bis 100 PS, erweitert. 2007 kam noch die Agrofarm-Baureihe hinzu. Beide Baureihen wurden 2014 durch den Agrotron Serie 5 abgelöst.
Zur wirtschaftlicheren und zeitsparenderen Arbeit können dank des optionalen Frontkrafthebers und Frontzapfwellenantriebs Frontanbaugeräte wie Frontpacker, Mähwerke und Kehrmaschinen angebaut und betrieben werden. Bekannt ist der Agrotron durch die von Deutz-Fahr entwickelte Freisichtkabine mit einem großzügigen Rundumblick durch den Einsatz von großen Glasflächen. Optisch auffällig ist die seit der ersten Generation verwendete schräg nach vorne abflachende Motorhaube. Die Traktoren der Baureihe wurden von Anfang an mit wassergekühlten Motoren ausgeliefert und sie markierte damit die Abkehr von den bewährten und geschätzten Motoren mit Luftkühlung von Deutz-Fahr.

## Ausstattungslinien
Beim Deutz-Fahr Agrotron kommen je nach Modell und Ausstattungsvariante vier unterschiedliche Getriebearten zum Einsatz: Powershift, RCshift, RVshift und das stufenlose TTV-Getriebe. Sie unterscheiden sich in Aufbau, Bedienkomfort und Automatisierungsgrad.
Powershift bezeichnet bei Deutz-Fahr ein manuell geschaltetes Lastschaltgetriebe. Es verfügt über fünf Gänge und bis zu sechs Lastschaltstufen, die vom Fahrer manuell eingelegt werden. Je nach Modell ist das Getriebe mit einem Kriechgang und einer APS-Funktion erhältlich, welche die automatische Schaltung der Lastschaltstufen unterstützt. Die mögliche Geschwindigkeitsspanne reicht modellabhängig von 0,17 km/h bis 50 km/h.
RCshift ist bei SDF ein manuelles Getriebe, bei dem die Gänge und Lastschaltstufen elektrohydraulisch geschaltet werden. Es verfügt über fünf Gänge und bis zu sechs Lastschaltstufen, die je nach Fahrmodus manuell oder automatisch geschaltet werden. Das System bietet drei Fahrstrategien: Manuell, Semi-Auto und Auto. Je nach Modell ist ein Kriechgang optional verfügbar. Die mögliche Geschwindigkeitsspanne reicht von 0,37 km/h bis 50 km/h.
RVshift ist bei SDF ein neues vollautomatisches Lastschaltgetriebe mit 20 Vorwärts- und 16 Rückwärtsgängen. Es ermöglicht eine vollständig lastschaltbare Gangwahl ohne Kupplungsbetätigung. Je nach Modell ist ein Kriechgang optional verfügbar. Das Getriebe bietet zwei einstellbare Arbeitsbereiche für Feldeinsatz und Straßenfahrt. Die mögliche Geschwindigkeitsspanne reicht von 0,02 km/h bis 50 km/h.
TTV (Tractor Transmission Variable), ist das stufenlose Getriebe von SDF das vom Stillstand bis zur Höchstgeschwindigkeit ohne Gangwechsel arbeitet. Alle TTV-Traktoren sind serienmäßig mit einem einstellbaren PowerShuttle und der Funktion Active Standstill ausgestattet, bei der das Fahrzeug nach dem Einlegen der Fahrtrichtung nicht selbstständig anfährt. Die mögliche Geschwindigkeitsspanne reicht modellabhängig von 0,02 km/h bis 60 km/h.

## Historie und Baureihen

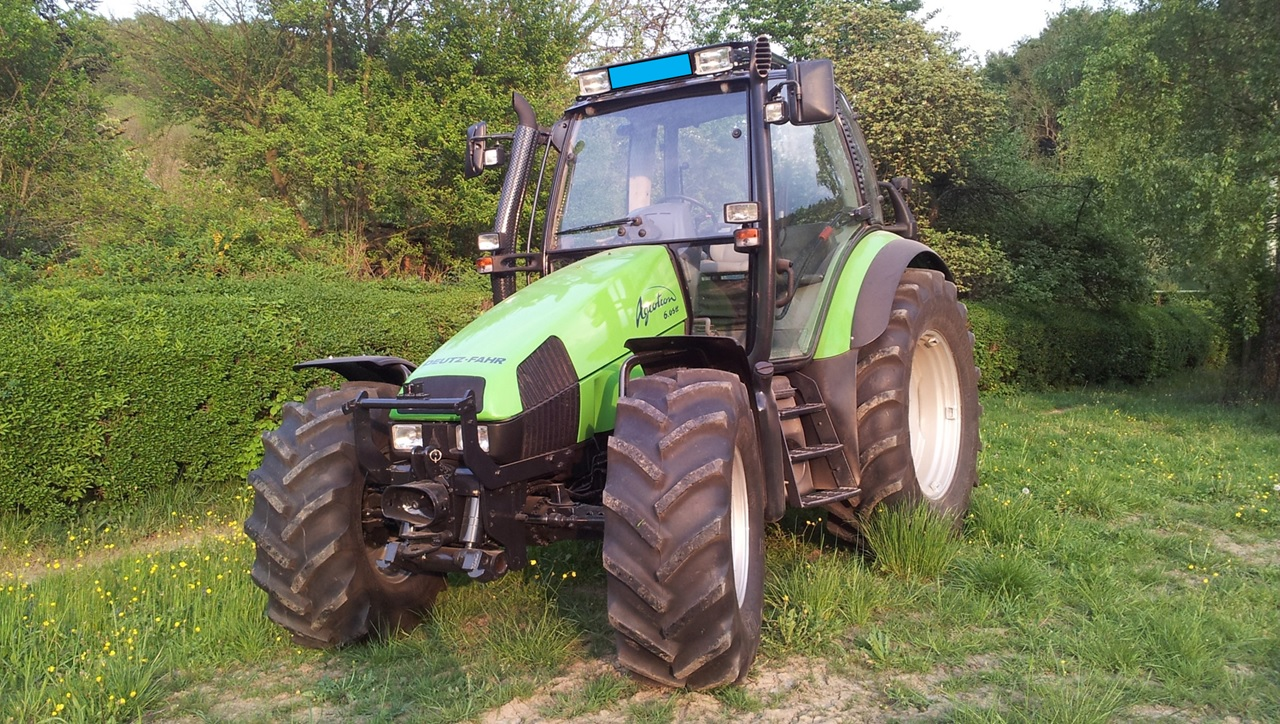
Agrotron 6.05 (1. Generation)

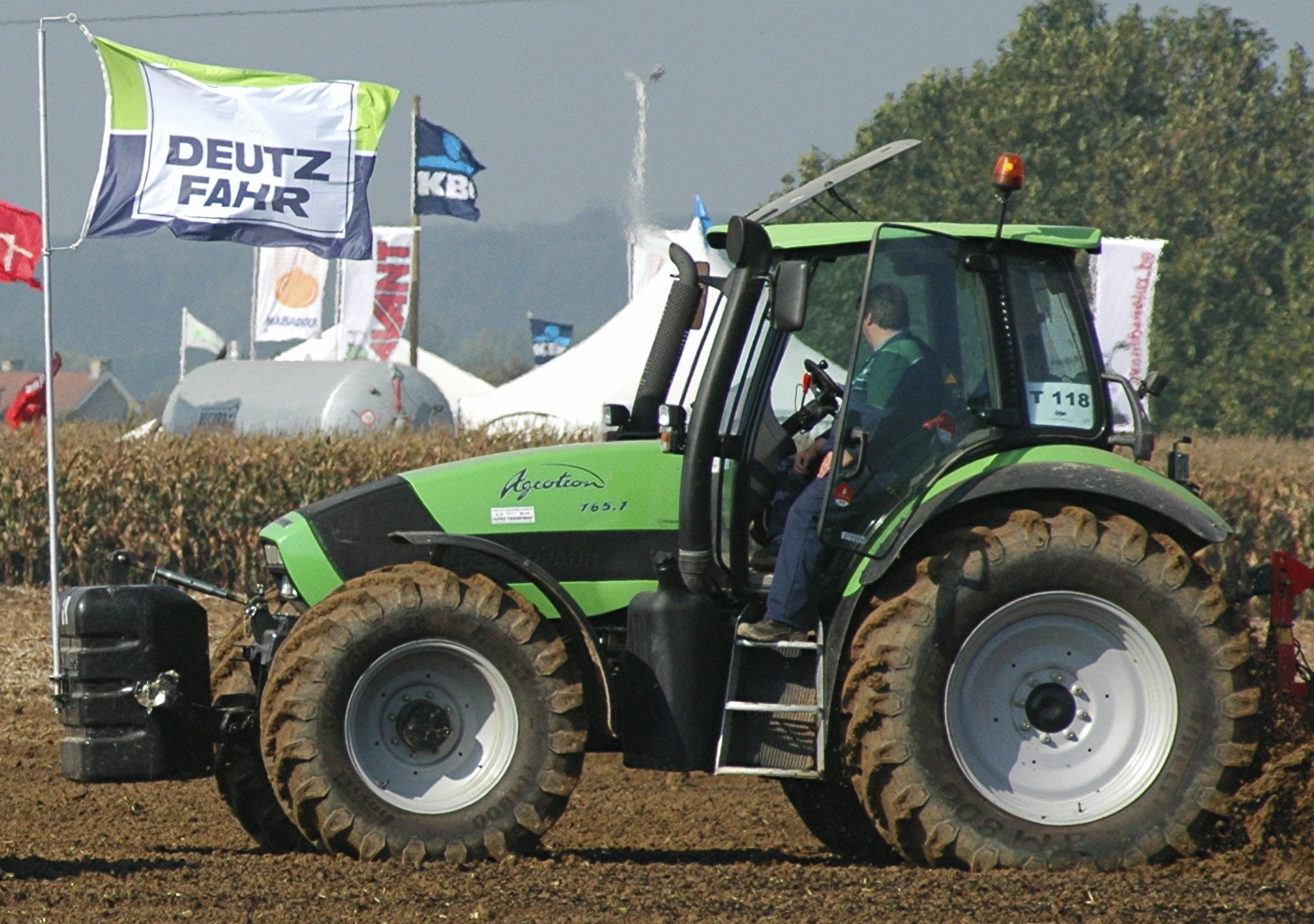
Agrotron 165.7 (4. Generation)

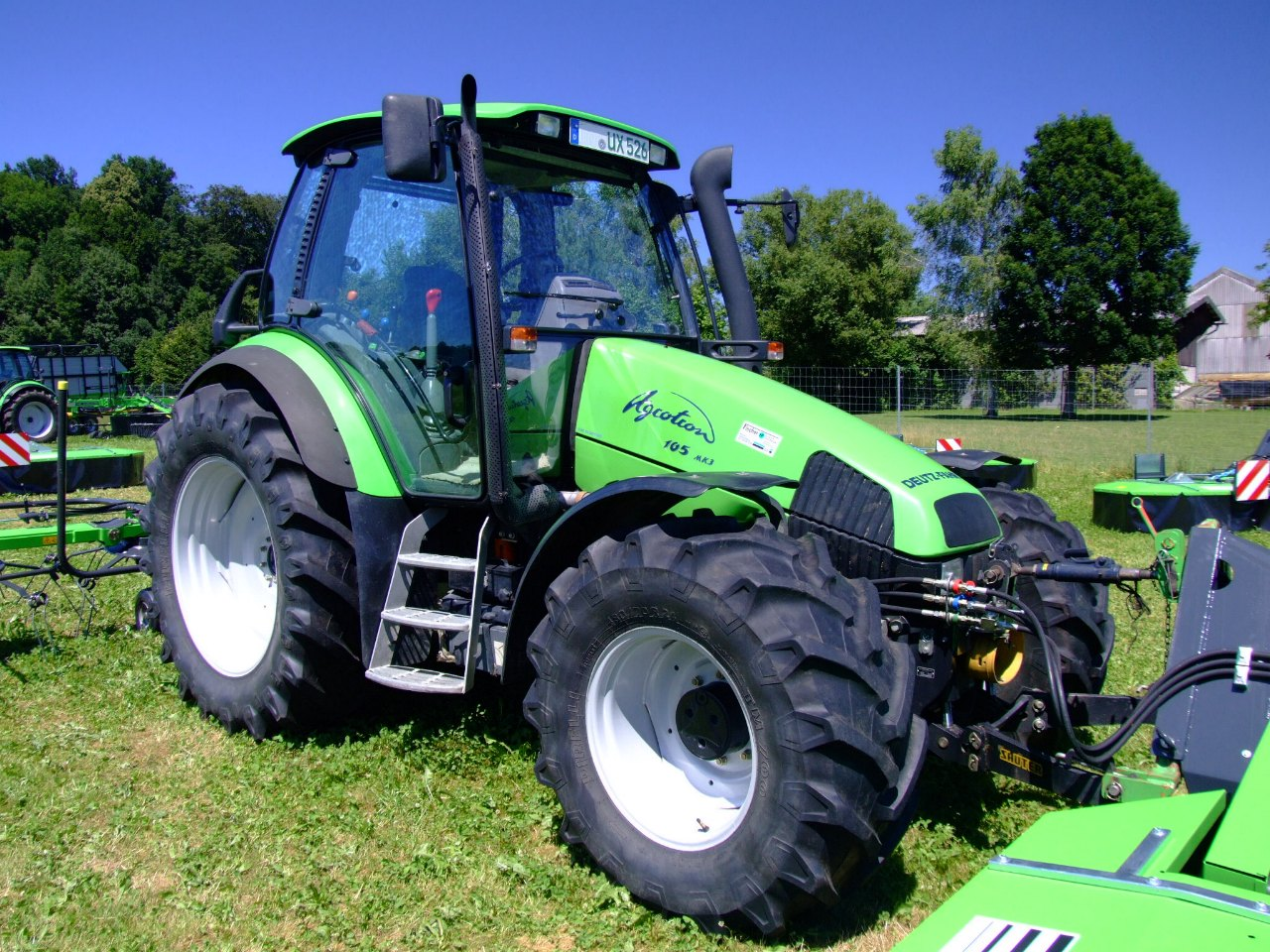
Agrotron 105 (3. Generation)

Die Produktion der Agrotron-Baureihe startete 1995 im Kölner Werk. Der SAME-Konzern übernahm im gleichen Jahr Klöckner-Humboldt-Deutz und verlagerte die Produktion bis Ende 1996 nach Lauingen. Die erste Generation bestand aus elf Modellen deren Bezeichnung sich aus der Zylinderzahl und der Leistung zusammensetzt (Beispiel: 6.45 entspricht dem 6-Zylinder-Modell mit 145 PS). 1997 wurde die Baureihe um fünf Modelle erweitert, wobei das leistungsstärkste Modell nun 260 PS erreichte. Ab der zweiten Generation verwendete der Hersteller zudem nur noch die PS-Zahl als Modellbezeichnung.
Im Alltagseinsatz zeigten sich bei den ersten Generationen verschiedene Kinderkrankheiten und Mängel. Die Baureihe wurde daher mehrfach überarbeitet, um Mängel an Ausstattung und Verarbeitung, aber auch der Dimensionierung und Qualität der verwendeten Teile zu verbessern. Die neuen Baureihen K, L, M und X und der stufenlose TTV bilden das derzeitige Angebot an Schleppern von 66 bis 202 kW. 2013 sind noch die Modelle Agrotron Serie 5, Agrotron Serie 6 und Agrotron Serie 7 dazugekommen
| Baureihe             | Bauzeit        |
| -------------------- | -------------- |
| Agrotron MK1 (TT(S)) | 1995–1997      |
| Agrotron MK2         | 1997–2000      |
| Agrotron MK3         | 2000–2003      |
| Agrotron TTV         | 2001/2008–2012 |
| Agrotron Power 6/7   | 2003–2008      |
| Agrotron MK4         | 2005–2007      |
| Agrotron K           | 2005–2013      |
| Agrotron L           | 2008–2013      |
| Agrotron X           | 2007–2013      |
| Agrotron M           | 2008–2013      |
| Agrotron Serie 7     | seit 2013      |
| Agrotron Serie 6     | seit 2013      |
| Agrotron Serie 5     | seit 2013      |
| Agrotron Serie 9     | seit 2013      |
| Agrotron Serie 8     | seit 2020      |

### Agrotron K

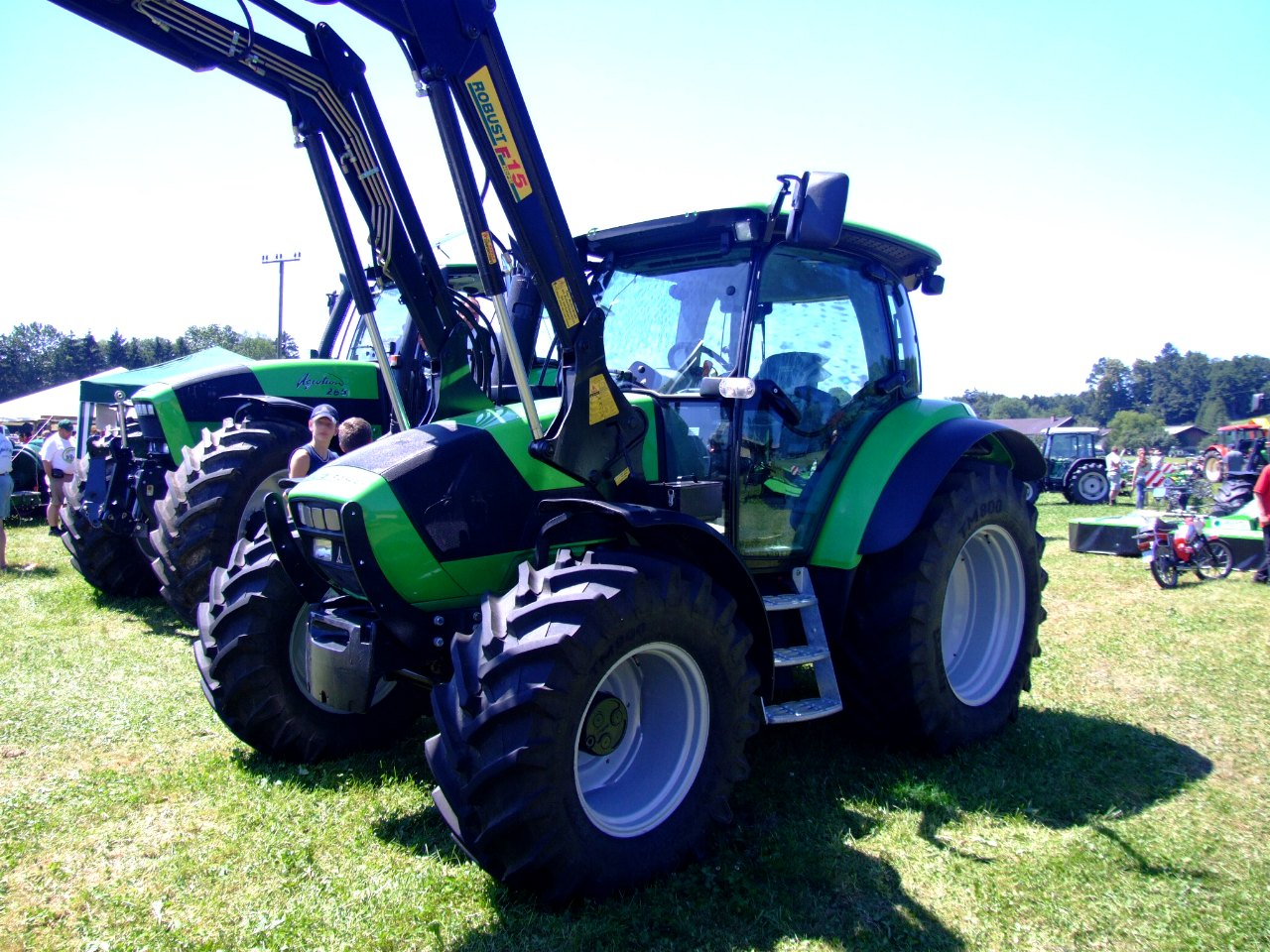
Agrotron K 90

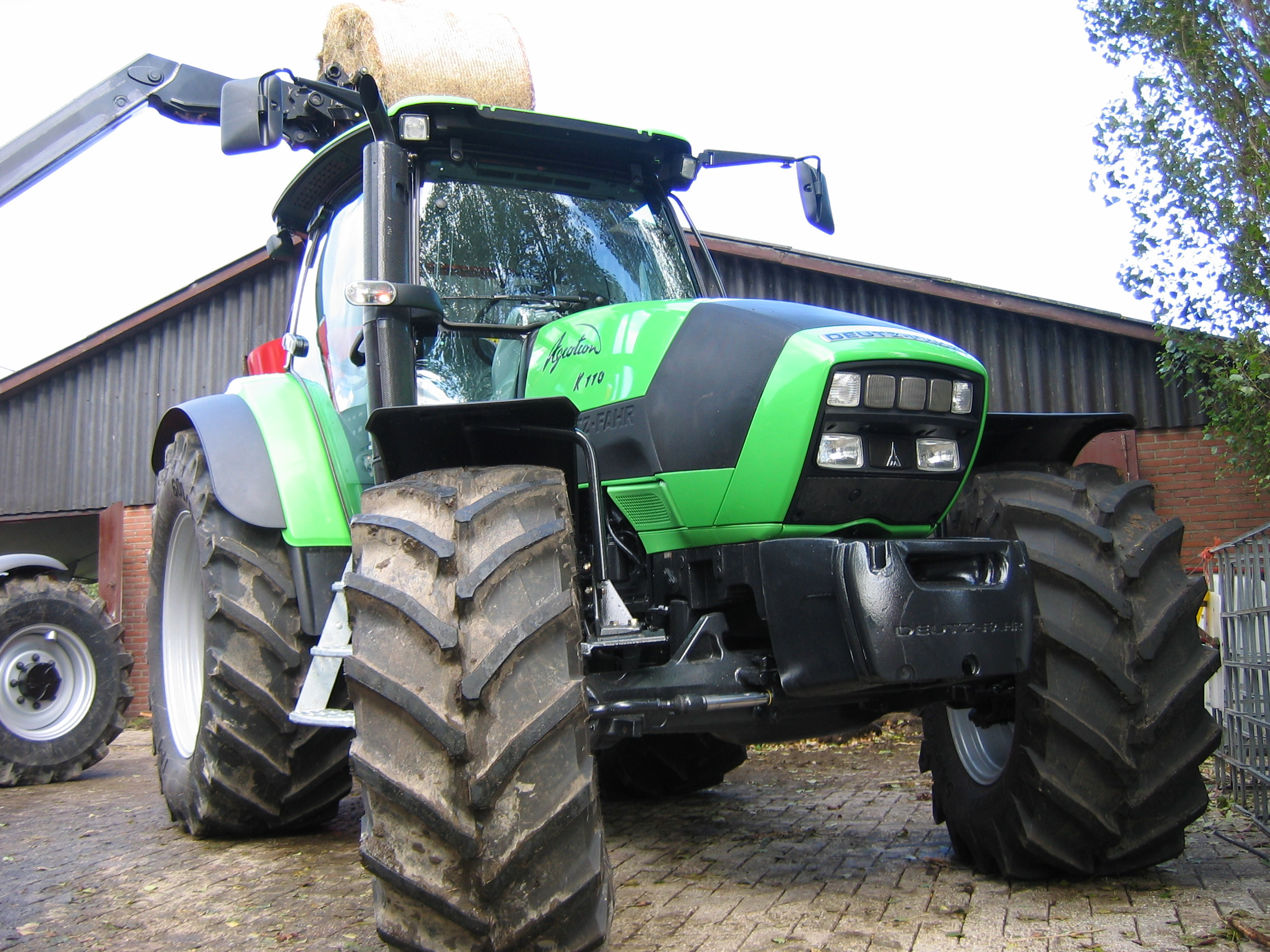
Agrotron K 110

Der Agrotron K ist seit 2005 auf dem Markt. Bis zum Frühjahr 2008 war der Agrotron K mit einem Dieselmotor der Deutz AG mit Leistungen von 66, 74, 81 und 88 kW (90–120 PS) ausgestattet. Die Motorenbaureihe ist BF4M 2012 C mit 4 Zylindern und 4 Litern Hubraum bzw. BF6M 2012C mit 6 Zylindern und 6 Litern Hubraum beim K110. Seit dem Frühjahr 2008 wird ein neuer Motor der Baureihe TCD 2012 L04 oder L06 eingebaut. Es handelt sich um ein komplett neues Motorkonzept mit Common-Rail-Einspritzung. Die Nennleistungen liegen jetzt bei 66, 74 und 81 kW, wobei die 81-kW-Variante als Vier- oder Sechszylinder-Motor erhältlich ist.
Das Getriebe ist das T 7100 und wird durch die Zahnradfabrik Passau hergestellt. Es verfügt mit Kriechgang über 36/12 Gänge, aufgeteilt in vier Schaltgänge mit je drei Lastschaltstufen sowie einer weiteren Unterteilung in Acker/Straße. Eine elektro-hydraulische Wendeschaltung ist ebenfalls Standard. Die Ölbadlamellenkupplung kann auch per Knopf am Schalthebel betätigt werden. Geschwindigkeiten zwischen 0,25 km/h und 50 (40) km/h sind möglich.
Eine gefederte Vorderachse ist bei der 50-km/h-Version serienmäßig verbaut.
Als Zusatzausstattungen gibt es Frontlader sowie Fronthydraulik und Frontzapfwelle oder diverse Anhängemöglichkeiten wie Piton-Fix oder Pick-Up-Hitch.

### Agrotron M
Seit Anfang 2008 auf dem Markt, ersetzt er die Schlepper mit der Bezeichnung Agrotron 120 bis 180.7. Als Motor dient der TCD 2012 L06 2V oder 4V von Deutz. Das Leistungsspektrum erstreckt sich von 81 bis 133 kW (110–185 PS), aufgeteilt auf sieben Schleppertypen (M 600, M610, M 615, M620, M625, M 640, M 650). Die beiden großen, 640 und 650, arbeiten mit Vierventiltechnik, ebenso der 615 und 625.
Auch beim M verlässt man sich auf das T 7200-Getriebe von ZF, ein Sechsgang-Schaltgetriebe mit vier Lastschaltstufen sowie elektro-hydraulischer Wendeschaltung. Wie bei allen anderen Schleppern auch ist die gefederte Vorderachse bei der 50-km/h-Version serienmäßig.
Als Zusatzausstattungen sind Frontlader sowie Fronthydraulik und Frontzapfwelle oder diverse Anhängemöglichkeiten wie Piton Fix oder Pick-Up-Hitch erhältlich. Für den Komfort gibt es eine pneumatische Kabinenfederung.

### Agrotron X

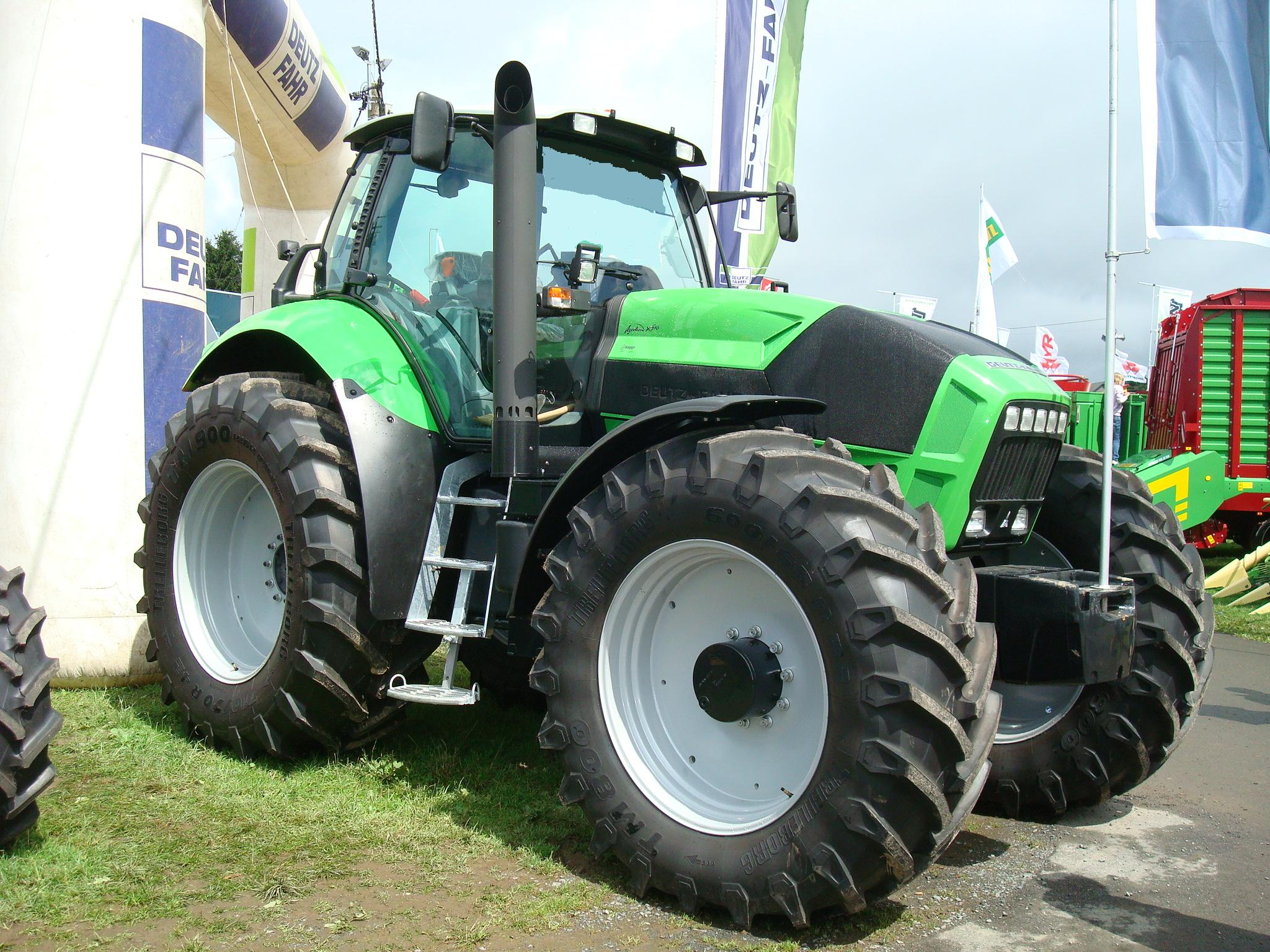
Agrotron X 710

Der Agrotron X stellt die Schlepper der 147-kW-Klasse mit Leistungen von 154 kW (Bezeichnung X710) und 191 kW (Bezeichnung X720). Die Baureihe wurde zur Agritechnica 2007 erneut überarbeitet und dem Stand der Technik angepasst.
Beide Varianten holen die Leistung aus einem aufgeladenen Sechszylinder-Deutz-Motor mit sieben Litern Hubraum. Nennenswert ist der Kraftstofftank von bis zu 550 Litern (inklusive Zusatztank). Wie bei allen anderen Traktoren der Agrotron-Baureihe wird auch beim X seit Frühjahr 2008 ein neuer Deutzmotor mit Commonrail-Technik und komplett überarbeitetem Konzept verbaut. Den X gibt es mit dem neuen Motor TCD 2013 L06 4V mit Vierventiltechnik. Die Leistung wurde angepasst auf 161 und 193 kW (219/262 PS) aus sechs Zylindern mit 7,1 l Hubraum.
Die Kraftübertragung erfolgt durch das T-7300-Getriebe von ZF mit insgesamt 40/40 Gängen, unterteilt in sechs Schaltgänge sowie vier Lastschaltstufen und Kriechgang. Hydraulische Wendeschaltung ist Serie.
Wie bei allen anderen Schleppern auch ist die gefederte Vorderachse bei der 50-km/h-Version serienmäßig.
Als Zusatzausstattungen gibt es Frontlader sowie Fronthydraulik und Frontzapfwelle oder diverse Anhängemöglichkeiten wie Piton Fix oder Pick-Up-Hitch.

### Agrotron TTV

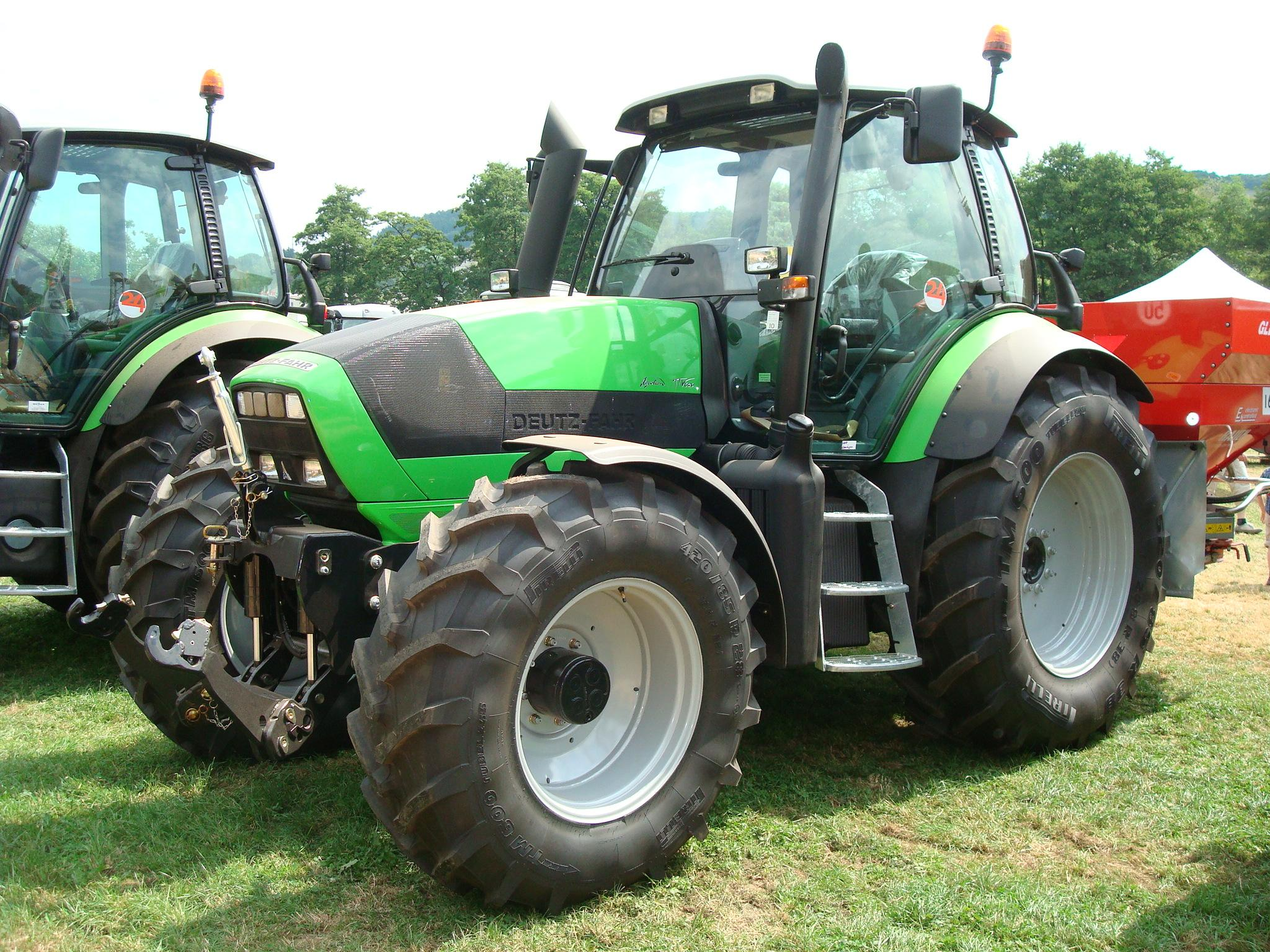
Agrotron TTV 620

Der TTV trägt die Bezeichnungen 1145 und 1160 mit 107 und 118 kW (145/160 PS). Auf der Agritechnica 2007 wurden die neuen TTV mit geänderter Bezeichnung sowie Commonrail-Motor vorgestellt. Es sind der TTV 610 mit 121 kW (165 PS) und der TTV 620 mit 135 kW inkl. 11 kW Boost (184 PS). Außerdem wurde die Serie um einen weiteren Schlepper vergrößert. Der Agrotron TTV 630 leistet mit 13 kW Boost 164 kW (224 PS).
2012 wurde dann die neue Agrotron Serie 7 vorgestellt. Diese besitzt die neue MaxiVision-Kabine mit neuer Bedienarmlehne und 12.1"-Touchscreen-Bildschirm. Außerdem wurde die optionale Endgeschwindigkeit auf 60 km/h gesteigert. Diese neue Serie konnte innerhalb kurzer Zeit begehrte Preise gewinnen. So wurde der Agrotron 7250 TTV auf der EIMA 2012 zum Tractor of the Year 2012 gewählt. 2013 erhielt der Agrotron 7250 einen red Dot Design Award im Bereich automotive.
Der Unterschied des TTV zur Baureihe Agrotron M besteht im stufenlosen Getriebe von ZF mit der Bezeichnung Eccom (im TTV 630 ist das S-Matic eingesetzt). Somit kann man, wie bei den meisten Mitbewerbern auch, stufenlos von 0 km/h auf bis zu 50 km/h beschleunigen

### Agrotron Serie 6

#### Agrotron 6160.4
Die Einführung der Serie 6 begann im Jahr 2012. Ab 2013 wurde die Baureihe um kompaktere 4-Zylinder-Modelle ergänzt, die durch die Kennzeichnung „.4“ in der Typenbezeichnung kenntlich waren. Diese Modelle übernahmen zentrale Merkmale der Serie 6 und kombinierten sie mit geringeren Abmessungen.
Der Agrotron 6160.4 war mit einem 4-Zylinder-Deutz-Motor (TCD 4.1 L04, Abgasstufe III B) mit 4,1 Litern Hubraum ausgestattet und erreichte eine Maximalleistung von ca. 165 PS (nach ECE R120). Zur Wahl standen ein 5-Gang-Lastschaltgetriebe mit bis zu 40 Vorwärts- und 40 Rückwärtsgängen sowie ein mechanisches oder automatisiertes PowerShuttle. Die Hydraulikanlage bot je nach Ausstattung bis zu 120 l/min Förderleistung, die maximale Heckhubkraft lag bei rund 6.200 kg.

#### Agrotron 6150.4 TTV
Die 4-Zylinder-Traktoren der Serie 6 waren ab 2013 erstmals auch mit einem stufenlosen TTV-Getriebe verfügbar. Damit wurde die TTV-Technologie in ein kompakteres Segment übertragen. Ab 2014 wurde außerdem die sogenannte M-Baureihe auf insgesamt neun Modelle erweitert. Kunden konnten zwischen einem 40/40-Gang-Powershift-Getriebe und einem stufenlosen Antrieb wählen.
Der 6150.4 TTV verfügte über einen 4-Zylinder-Deutz-Motor mit einer Maximalleistung von etwa 155 PS. Das TTV-Getriebe ermöglichte eine stufenlose Kraftübertragung von 0,02 bis 50 km/h. Die Vorderachse war optional gefedert, die Kabine mit dem MaxiVision-Konzept ausgestattet. Die Hydraulikleistung betrug bis zu 160 l/min (Load Sensing), mit einer maximalen Hubkraft von ca. 9.000 kg.

### Agrotron 6215 RCshift
Das Modell 6215 war das stärkste Fahrzeug innerhalb der Serie 6. Es kombinierte eine hohe Motorleistung mit der Kompaktheit eines Mittelklassetraktors. Neben einem 40/40-Gang-Powershift-Getriebe war ein RCshift-Getriebe verfügbar, das mit einem Innovationspreis prämiert wurde. Ab 2022 erhielt das Modell ein umfassendes Update, das unter anderem ein neues Bedienkonzept umfasste.
Der 6-Zylinder-Deutz-Motor (6,1 l Hubraum) des 6215 lieferte bis zu 226 PS. Das RCshift-Getriebe kombiniert manuelle und automatische Gangwahl mit elektrohydraulisch geschalteten Lastschaltstufen. Drei Fahrmodi (manuell, halbautomatisch, automatisch) standen zur Verfügung. Die Load-Sensing-Hydraulik erreichte bis zu 160 l/min, die Heckhubkraft lag bei rund 10.000 kg. Die Baureihe war ISOBUS-fähig und für Precision Farming vorbereitet.

### Agrotron 6230 TTV
Mit dem 6230 wurde das bis dahin leistungsstärkste Modell der Serie 6 präsentiert. Es verband hohe Motorleistung mit kompakter Bauweise.
Der verbaute 6-Zylinder-Deutz-Motor leistete bis zu 230 PS bei einem Hubraum von 6,1 l. Das stufenlose TTV-Getriebe erlaubte Geschwindigkeiten von 0,02 bis 60 km/h. Die Load-Sensing-Hydraulikanlage mit 160 l/min ermöglichte den Einsatz anspruchsvoller Anbaugeräte. Die Hubkraft lag bei rund 10.000 kg. Eine gefederte Vorderachse, vier Zapfwellengeschwindigkeiten und ein umfassendes Elektronikpaket zählten zur Serien- oder Wunschausstattung.

### Agrotron 6180 TTV

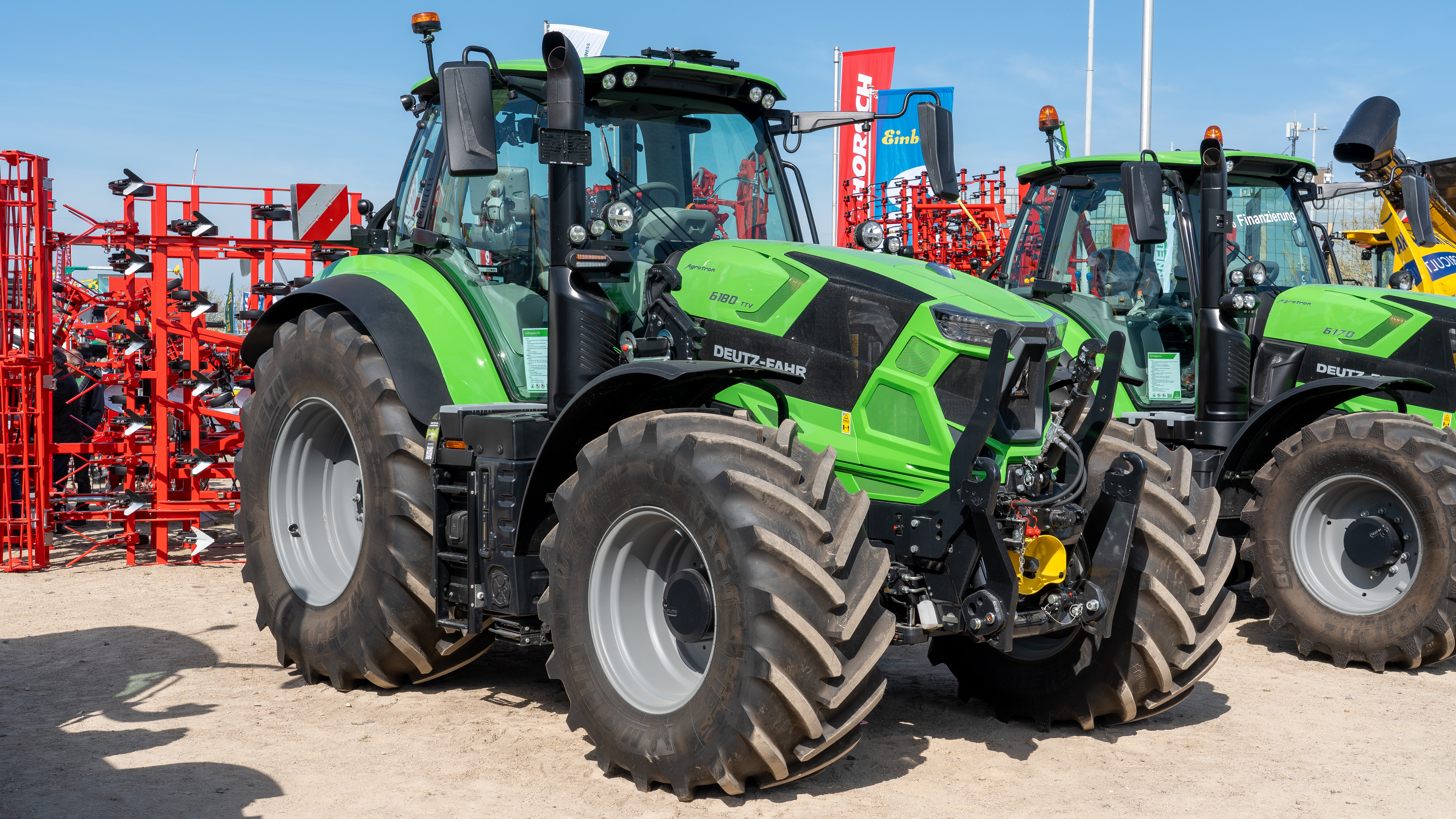
Deutz-Fahr 6180 TTV.

Der Agrotron 6180 wurde 2023 auf der Agritechnica vorgestellt.
Ausgestattet mit einem Deutz-TCD-6.1-Motor (180 PS), erfüllt der Traktor die EU-Abgasnorm Stufe V. Das stufenlose TTV-Getriebe erlaubt ein feinfühliges Fahrverhalten von 0,02 bis 50 km/h. Die Hydraulikanlage liefert bis zu 170 l/min, es sind bis zu fünf elektronische Steuergeräte im Heck verfügbar. Die Kabine ist mit einer adaptiven Federung, automatischer Klimaregelung, Touchdisplay und Fahrassistenzsystemen ausgestattet.

### Agrotron Serie 7

#### Agrotron 7250 TTV

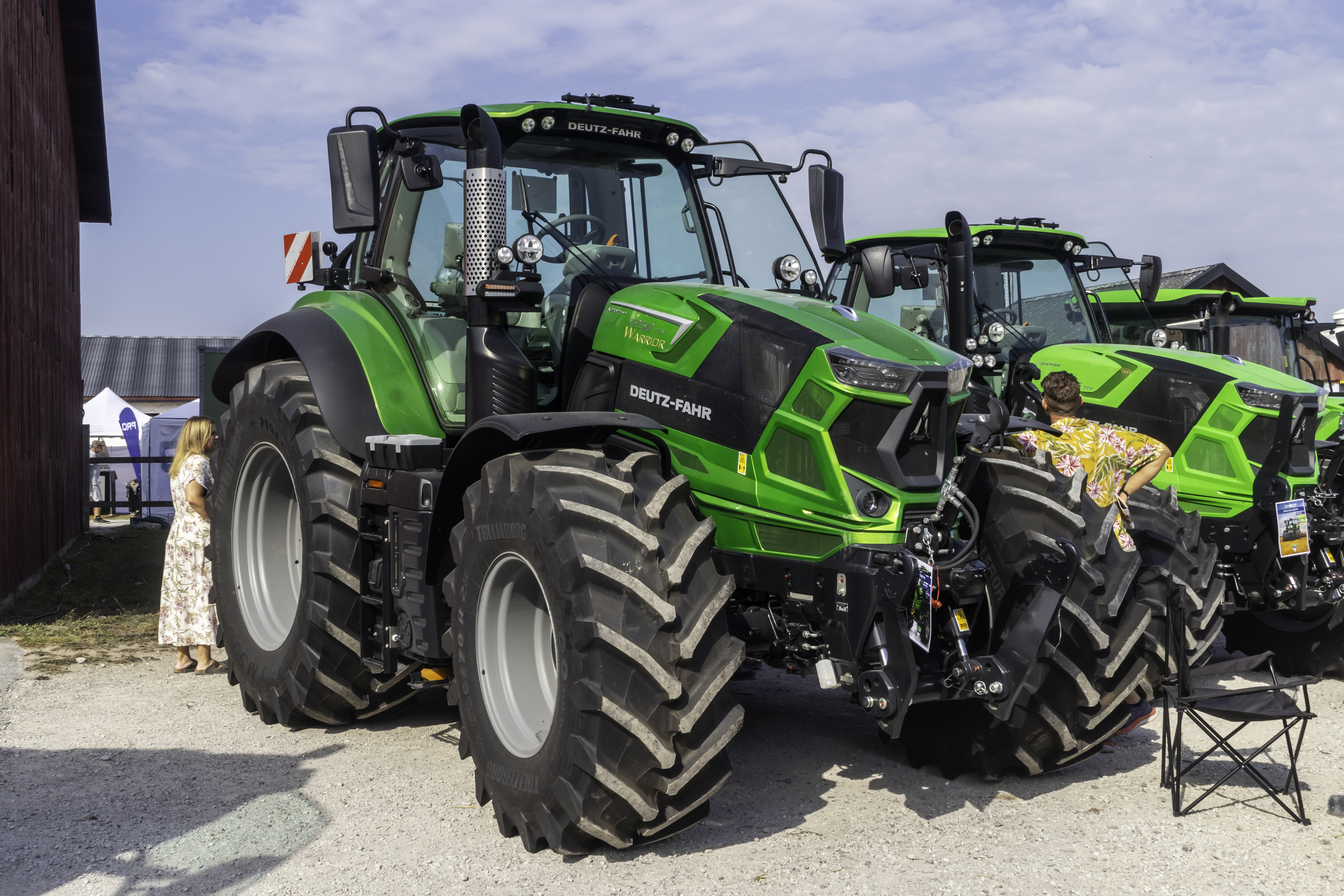
Deutz-Fahr 7250 TTV Warrior in java-grün.

Die Baureihe 7 wurde zeitgleich mit der Serie 6 im Jahr 2012 vorgestellt. Ein Jahr später folgten stufenlose Varianten mit TTV-Getriebe. 2021 wurde die Baureihe umfassend überarbeitet. Sie erhielt mehrere Auszeichnungen, darunter „Tractor of the Year“ sowie den internationalen Designpreis „Compasso d’Oro“.
Der Agrotron 7250 TTV leistet bis zu 263 PS (Deutz-TCD 6.1). Das stufenlose TTV-Getriebe wurde auf Effizienz im Acker- und Transportbereich ausgelegt. Die Kabine verfügte über das MaxiVision-Konzept mit Luftfederung, ergonomischem Bedienfeld und 12-Zoll-Touchscreen. Die Hydraulik lieferte bis zu 210 l/min. Die Modelle wurden für Präzisionslandwirtschaft vorbereitet, inklusive ISOBUS, Auto-Turn, Section Control und variabler Ausbringmengensteuerung (Variable Rate Control).

### Agrotron Serie 8

#### Agrotron 8280 TTV

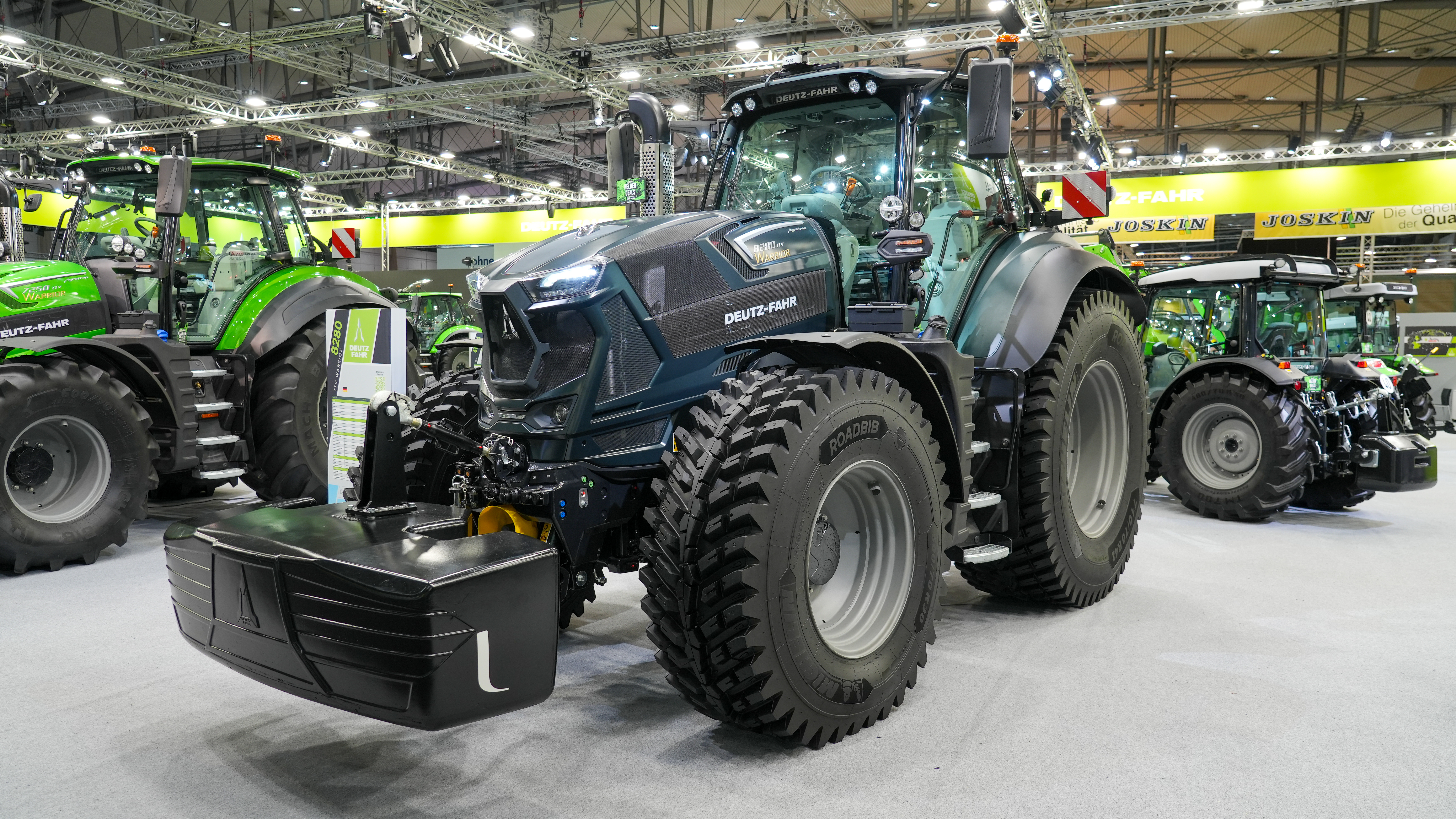
Deutz-Fahr 8280 TTV Warrior Agritechnica 2023.

Mit der Serie 8 schloss Deutz-Fahr die Lücke zwischen den Serien 7 und 9. Das Modell war für Einsätze im oberen Leistungsbereich konzipiert, sollte aber gleichzeitig vielseitig einsetzbar bleiben. Merkmale waren unter anderem ein gutes Leistungsgewicht und eine hohe Wendigkeit.
Der 8280 TTV verfügt über einen 6-Zylinder-Deutz-TCD-6.1-Motor (Stufe V) mit 287 PS Maximalleistung. Das TTV-Getriebe erlaubt stufenloses Fahren bis 60 km/h. Die Vorderachse ist adaptiv gefedert, das zulässige Gesamtgewicht liegt bei bis zu 16 Tonnen. Die Hydraulikanlage liefert bis zu 210 l/min, bis zu fünf doppeltwirkende Steuergeräte sind verfügbar. Die Kabine ist mit iMonitor 3, MaxCom-Armlehne, Joystick und Auto-Turn-Funktion ausgestattet.

### Agrotron Serie 9

#### Agrotron 9340 TTV
Die Serie 9 wurde 2013 auf der Agritechnica vorgestellt und ging 2015 in Serienproduktion. Sie war im oberen Leistungssegment angesiedelt und bot unter anderem die Möglichkeit einer Straßenzulassung mit 60 km/h. Neben technischen Neuerungen wurde auch das Design ausgezeichnet, etwa mit dem Preis „Golden Tractor for the Design“.
Das Modell 9340 TTV ist mit einem 6-Zylinder-Deutz-TCD-7.8-Liter-Motor ausgestattet, der eine Maximalleistung von 336 PS bietet. Das TTV-Getriebe ist für schwere Feld- und Transportarbeiten ausgelegt und erlaubt eine stufenlose Fahrt von 0,02 bis 60 km/h. Der Traktor verfügt über eine Hochleistungshydraulik mit bis zu 210 l/min und eine Hubkraft von über 12.000 kg. Weitere Merkmale sind eine gefederte Vorderachse, großdimensionierte Reifen (z. B. 710/75 R42) und eine klimatisierte MaxiVision-Kabine mit iMonitor-Steuerung.

## Natural Power
Ebenfalls auf der Agritechnica vorgestellt wurde der mit Pflanzenöl betriebene Agrotron Natural Power. Der Agrotron Natural Power basiert auf dem Agrotron M. Das Konzept besteht aus einem Zwei-Tank-System und einer speziellen elektronischen Kraftstoffauswahl. Beim Start, im Kurzstreckenbetrieb und bei kaltem Motor wird weiterhin mit Diesel gefahren, da das Pflanzenöl vor allem aufgrund seiner stark temperaturabhängigen Viskosität in diesen Situationen nicht verwendbar ist.